# Manuel Ussel de Guimbarda
Manuel Ussel de Guimbarda y Malibrán (n. 26 noiembrie 1833, Trinidad, Sancti Spíritus Province⁠(d), Cuba – d. 9 mai 1907, Cartagena, Regiunea Murcia, Spania) a fost un pictor spaniol. Ussel este în general văzut ca „Wssel”; felul în care a scris când și-a semnat lucrările.

## Biografie

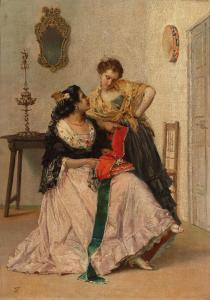
The Red Sash (1872)

S-a născut în Cuba, unde era staționat tatăl său, un ofițer militar de carieră. După moartea mamei și a fratelui său în 1841, tatăl său l-a dus înapoi în Spania și a început o nouă postare în San Fernando. În 1843, a călătorit la Madrid cu tatăl său și un servitor și a fost înscris la Academia Regală din San Fernando, unde a studiat cu Leonardo Alenza.
În ciuda acestui fapt, Ussel a decis să calce pe urmele familiei sale și a devenit locotenent în 1854. Un an mai târziu a pictat prima pânză, inspirată de Bătălia de la Lepanto. S-a mutat apoi la Cartagena, unde și-a continuat studiile și a devenit deputat în „Comisia pentru monumente artistice” provincială. S-a căsătorit cu fiica unui om de afaceri bogat.
După moartea tatălui său, s-a mutat la Sevilla, unde a locuit din 1867 până în 1886. Acolo s-a dedicat în cele din urmă în totalitate artei, câștigând o reputație de excelent pictor portretist, dar și creând numeroase lucrări istorice și religioase, precum și scene costumbriste .
În timpul Revoluției Cantonale, el s-a implicat profund în politica locală. El a fost, de asemenea, principalul organizator al unei societăți care a ajuns să fie cunoscută sub numele de Escuela de Alcalá de Guadaíra, numită așa pentru că s-au adunat pe malurile râului Guadaíra pentru a picta plein air.

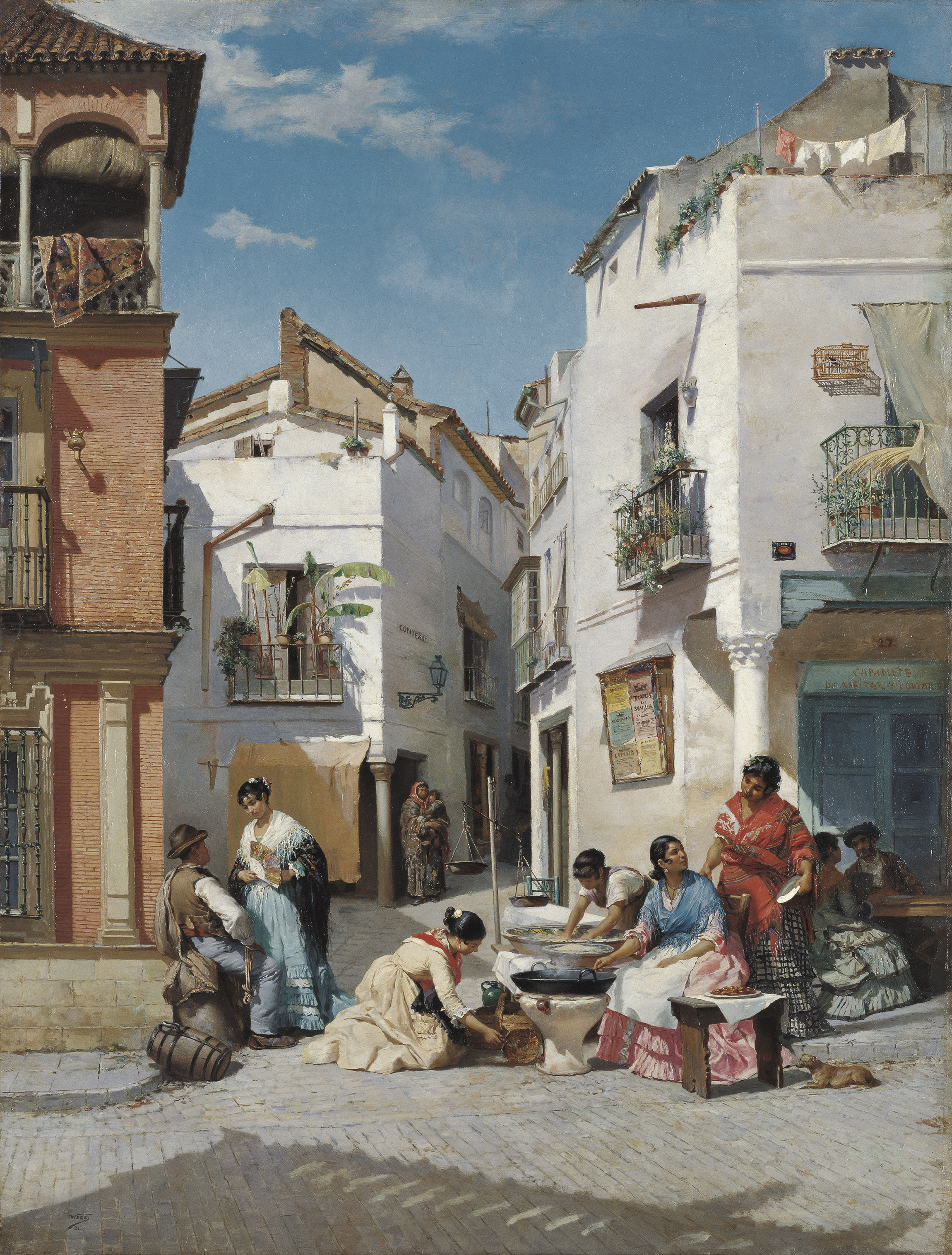
Vânzători de rosquillo din Sevilla (1881)

Ussel s-a întors la Cartagena pentru a profita de un boom economic din zonă; a înființat un atelier și o școală de artă pentru femei. Pe lângă pânzele sale, a primit comenzi pentru realizarea de picturi murale și retabluri, în special la „Iglesia de Santa María de Gracia” și „Basílica de la Caridad”, unde a pictat bolta capelei și imagini cu „Cuatro”. Santos de Cartagena” (Patru sfinți din Cartagena) pe pereți.
În Lorca, a pictat picturi murale și decorațiuni reprezentând industria, comerțul și agricultura la „Palacio Huerto Ruano” (inițial vila unui bogat om de afaceri; acum muzeu). Lorca este, de asemenea, locul unde se află pictura „Răstignirea”, în partea centrală a absidei din „Colegiata de San Patricio”. A murit la Cartagena, la vârsta de 73 de ani.